# Forêts côtières du Pacifique central
Localisation
L'écorégion appelée par le WWF Central Pacific coastal forests ou Forêts côtières du Pacifique central est une région côtière du nord-ouest de l'Amérique du Nord qui s’étend de l'Île de Vancouver, au centre dans l'État de Washington jusqu'à l'Oregon au sud. Elle s'étend par exemple au niveau de la péninsule Olympique, de l'île de Vancouver ou de la chaîne côtière de l'Oregon. Cette écorégion, composée essentiellement d'une forêt de conifères dans une région proche de l'océan Pacifique, occupe 73 700 km2.
Plusieurs parcs dont le parc national Olympique et le parc provincial Strathcona sont présents dans la zone.
L'écorégion se caractérise par des plages sableuses ou rocheuses, des estuaires en bordure du Pacifique mais aussi de zones recouvertes de forêts. Le climat de la région est influencé par la proximité de l'océan ce qui se traduit par un climat tempéré assez doux toute l'année et très humide. Il peut ainsi tomber entre 2 000 et 4 000 mm de précipitations chaque année. Le milieu naturel varie ainsi fortement en fonction de l'altitude mais aussi de la latitude. La zone montagneuse est essentiellement couverte de forêts de conifères comme le Sapin de Douglas, le Thuya géant de Californie, et la Pruche de l'Ouest.
La faune est très riche avec par exemple le Cerf hémione, le Wapiti, l'Ours noir et le Condor de Californie. Certaines rivières regorgent également de plusieurs espèces de saumons du genre Oncorhynchus.